# Stefan Mateja

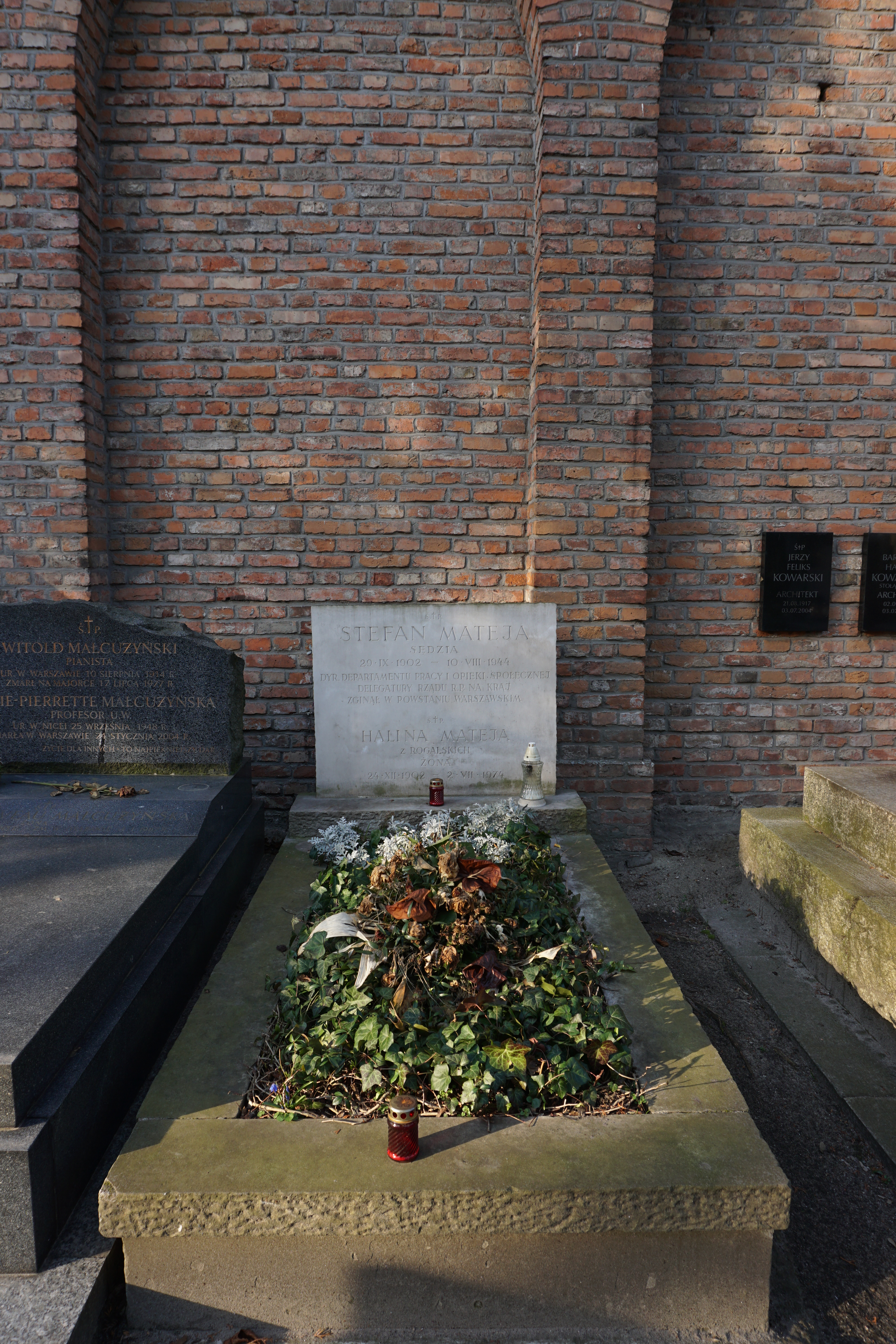
Grób Stefana Matei na cmentarzu Powązkowskim

Stefan Mateja ps. „Rogalski”, „Sędzia”, „Stefan”, „Stefan Żłowski” (ur. 29 września 1902, zm. 9/10 sierpnia 1944) – kapitan rezerwy taborów Armii Krajowej.

## Życiorys
Urodził się 29 września 1902 w rodzinie Antoniego (maszynista kolejowy) i Karoliny z domu Marcyan. Od 1913 uczęszczał do Szkoły Handlowej w Kielcach, w której otrzymał w czerwcu 1921 świadectwo dojrzałości. Podczas nauki służył ochotniczo od lipca do listopada 1920 w Wojsku Polskim w 205 pułku piechoty. Studiował od września 1921 na Wydziale Prawa Uniwersytetu Warszawskiego uzyskując w styczniu 1926 dyplom magistra. Studiował jeszcze od kwietnia 1926 historię na Wydziale Filozoficzno–Humanistycznym UW. Po ukończeniu aplikacji sądowej był od września 1928 asesorem sądowym, sędzią grodzkim i od stycznia 1931 zastępcą przewodniczącego Sądu Pracy Warszawa II. W międzyczasie od października 1929 do sierpnia 1930 odbył służbę wojskową w Batalionie Podchorążych Rezerwy Piechoty nr 7 w Śremie. W 1934, jako oficer rezerwy pozostawał w ewidencji Powiatowej Komendy Uzupełnień Warszawa Miasto III. Posiadał przydział do 22 Pułku Piechoty w Siedlcach. Na stopień porucznika został mianowany ze starszeństwem z 1 stycznia 1937 i 15. lokatą w korpusie oficerów rezerwy taborowych.
Sędzia Sądu Okręgowego w Warszawie od 1933 aż do wybuchu wojny. Z racji postawy jaką zajmował w procesach pracowników przeciwko pracodawcom nazywano go „czerwonym sędzią”. Jednocześnie wchodził w skład Rady Zakładu Ubezpieczeń Społecznych i działał w Instytucie Spraw Społecznych oraz w Polskim Towarzystwie Polityki Społecznej. W lipcu 1937 z jego ramienia był uczestnikiem w Paryżu Międzynarodowego Kongresu Polityki Społecznej. Wykładał również na kursach Towarzystwa Uniwersytetu Robotniczego ekonomię polityczną oraz prawo pracy dla ławników Sądu Pracy. Do czasopism prawniczych pisywał artykuły fachowe i eseje do czasopism kulturalnych. Członek Sądu Honorowego Głównego ZS od lipca 1932. Po apelu płk. Romana Umiastowskiego opuścił stolicę we wrześniu 1939, ale po krótkiej wędrówce na wschód powrócił do Warszawy. Mieszkał w czasie okupacji przy ul. Uniwersyteckiej 3, pracując w dalszym ciągu jako sędzia Sądu Okręgowego. Od drugiej połowy 1940 w konspiracji i współpracował z Wacławem Szubertem, który był kierownikiem referatu społecznego w Wydziale Informacji BIP KG ZWZ-AK.
Był następnie zastępcą dyrektora, a kiedy Stanisław Jankowski objął stanowisko Delegata Rządu, został od lutego do marca 1943 dyrektorem Departamentu Pracy i Opieki Społecznej Delegatury Rządu RP na Kraj. Używał wówczas pseudonimu „Stefan Żłowski”. Członek „Unii”, a po jej połączeniu w lutym 1943 ze Stronnictwem Pracy został wyznaczony na łącznika między SP i PPS–WRN. Wbrew różnym publikacjom nie był członkiem żadnej z wymienionych partii, chociaż z ich rekomendacji został dyrektorem departamentu. Wiadomo było w kręgach delegatury, że zajmował stanowisko dzięki szczególnym walorom osobistym i ideowym oraz pomimo braku przynależności partyjnej. Opracował wspólnie z Maciejem Święcickim tekst dekretu o radach zakładowych z 1 sierpnia 1944, który następnie ogłoszono w „Dzienniku Ustaw RP. Część III”. Zginął w nocy z 9 na 10 sierpnia 1944 zastrzelony przez żołnierzy brygady „RONA” podczas gaszenia pożaru „Reduty Wawelskiej” − domu, w którym mieszkał, u zbiegu ulic Uniwersyteckiej 3, Mianowskiego 15 i Wawelskiej 60. Po ekshumacji w lipcu 1948 pochowany w alei zasłużonych na cmentarzu Powązkowskim (grób 32).

## Awanse
- podporucznik – 1932
- porucznik – 1937
- kapitan – 1944

## Ordery i odznaczenia
- Krzyż Armii Krajowej – pośmiertnie 1971